# Rodion Amirov
Rodion Amirov (en ruso: Родион Русланович Амиров; en baskir: Родион Руслан улы Әмиров; Salavat, Rusia, 2 de octubre de 2001-Múnich, Alemania, 14 de agosto de 2023) fue un jugador de hockey sobre hielo ruso que jugó en la posición de delantero.

## Carrera

### Club
Amirov jugó en las categorías menores del Salavat Yulaev Ufa de la Kontinental Hockey League (KHL). También jugó con los equipos filiales Tolpar Ufa y Supreme Hockey League del Toros Neftekamsk antes de debutar con el primer equipo del Salavat Yulaev Ufa en la KHL durante la temporada 2019–20.
Amirov con 19 años jugó 39 partidos con el Salavat Yulaev y la siguiente temporada anotó nueve goles y consiguió 13 puntos para ser el tercer mejor jugador menor de 20 años de la KHL antes de quedarse sin anotar goles en los playoffs con el club en nueve partidos.
El 15 de abril de 2021 Amirov firmó un contrato de tres años con los Toronto Maple Leafs, quienes lo eligieron en la posición 15 global del Draft de la NHL de 2020. Inmediatamente se mudó a América para ir con el equipo filial de los Maple Leafs en la AHL, los Toronto Marlies para la temporada 2020–21.
El 23 de febrero de 2022 el gerente general de los Toronto Maple Leafs Kyle Dubas compartió la noticia de que Amirov fue diagnosticado con un tumor cerebral y se encontraba bajo tratamiento.
Luego de perderse toda la temporada 2022–23 debido al tratamiento y recuperación, Amirov extendió su contrato con Salavat Yulaev de un año a préstamo de los Maple Leafs para la temporada 2023–24 el 10 de mayo de 2023.

### Selección nacional
Representó a Rusia en el Campeonato Mundial Sub-18 donde logró el subcampeonato, anotó seis goles, dio dos asistencias, anotó dos penales. y fue elegido al equipo ideal del mundial. También jugaría con la selección sub-20 en el mundial de la categoría donde llegaron a las semifinales, en las cuales anotó dos goles, puso cuatro asistencias, hizo seis puntos y anotó cuatro penales.

## Muerte
Amirov regresó con su familia a Ufá para continuar con su tratamiento contra el cáncer cerebral. Luego recibiría tratamiento adicional en Munich. El 14 de agosto de 2023 el agente de Amirov, Dan Milstein, anunció su muerte a causa del cáncer vía Twitter.

## Estadísticas

### Equipo
- Fuente:[2]

| 2017–18    | Tolpar Ufa         | MHL        | 12 | 2  | 1  | 3  | 4  | 2 | 0 | 0 | 0 | 0 |
| 2018–19    | Tolpar Ufa         | MHL        | 31 | 13 | 13 | 26 | 14 | 8 | 4 | 2 | 6 | 2 |
| 2019–20    | Tolpar Ufa         | MHL        | 17 | 10 | 12 | 22 | 31 | 5 | 1 | 1 | 2 | 2 |
| 2019–20    | Salavat Yulaev Ufa | KHL        | 21 | 0  | 2  | 2  | 4  | — | — | — | — | — |
| 2019–20    | Toros Neftekamsk   | VHL        | 5  | 1  | 2  | 3  | 0  | 6 | 1 | 3 | 4 | 0 |
| 2020–21    | Salavat Yulaev Ufa | KHL        | 39 | 9  | 4  | 13 | 6  | 9 | 0 | 0 | 0 | 6 |
| 2020–21    | Toros Neftekamsk   | VHL        | 3  | 1  | 1  | 2  | 0  | — | — | — | — | — |
| 2020–21    | Tolpa Ufa          | MHL        | —  | —  | —  | —  | —  | 5 | 0 | 3 | 3 | 0 |
| 2021–22    | Salavat Yulaev Ufa | KHL        | 10 | 1  | 2  | 3  | 0  | — | — | — | — | — |
| 2021–22    | Toros Neftekamsk   | VHL        | 3  | 0  | 0  | 0  | 0  | — | — | — | — | — |
| KHL totals | KHL totals         | KHL totals | 70 | 10 | 8  | 18 | 10 | 9 | 0 | 0 | 0 | 6 |

### Selección nacional
| Año   | Selección | Evento | Resultado         |    | PJ | G | A  | Pts | PEN |
| ----- | --------- | ------ | ----------------- | -- | -- | - | -- | --- | --- |
| 2018  | Rusia     | HG18   | Medalla de bronce | 5  | 0  | 2 | 2  | 0   |     |
| 2019  | Rusia     | U18    | Medalla de plata  | 7  | 6  | 3 | 9  | 2   |     |
| 2021  | Rusia     | WJC    | 4.º               | 7  | 2  | 4 | 6  | 4   |     |
| Total | Total     | Total  | Total             | 19 | 8  | 9 | 17 | 6   |     |

## Logros
| Award               | Year          | Ref           |
| Internacional       | Internacional | Internacional |
| ------------------- | ------------- | ------------- |
| WJC18 All-Star Team | 2019          | [ 8 ]         |